# Universitat Kwansei Gakuin
La Universitat Kwansei Gakuin (関西学院大学, Kansei Gakuin Daigaku), coneguda col·loquialment com a Kangaku (関学), és una universitat privada, coeducacional cristiana no-confessional del Japó. La universitat el 2023 comptava amb estudis de grau, màster i doctorat, i acollia al voltant de 25.000 estudiants en gairebé 80 disciplines entre 14 programes de grau i 14 de postgrau.
La universitat té en total 8 campus repartits per Nishinomiya (campus central), Sanda, Osaka i Tòquio, a més d'una universitat postsecundària, un institut de secundària baixa i un de secundària alta, dues escoles internacionals, una escola primària i una llar d'infants.
La universitat Kwansei Gakuin va ser seleccionada el 2014 per formar part del projecte Universitat Super Global en la categoria B (Tracció Global). Normalment es considera que és una de les quatre universitats capdavanteres de la regió de Kansai.

## Visió general

### Nom de l'escola
El nom Kwansei Gakuin (関西学院, Kansei Gakuin) va sorgir del desig de Walter Russell Lambuth, fundador de la universitat, de servir els ciutadans de Kansai (関西), la part occidental del Japó, mentre que la paraula gakuin (学院) significa "institut" o "acadèmia". La romanització inusual de Kansai com a Kwansei és perquè així l'haurien pronunciat els estudiants progressistes a finals del segle xix, quan les pronunciacions kan-on es consideraven més educades. Tot i que pronunciació "oficial" de kwan se sent a les interpretacions de l'himne de la universitat, la pronunciació moderna de kan és l'estàndard en la resta de contextos. Malgrat que la universitat es coneix generalment com a Kangaku, també seria correcte dir Kwangaku.

### Lema
El lema de la universitat és Mastery for Service ('Mestratge per servei'), en anglès. En el context universitari un "mestre" és una persona consumada pel que fa a la seva humanitat, aprenentatge i vida diària. L'objectiu declarat de la Kwansei Gakuin és ajudar els estudiants "a dominar els seus dons donats per Déu per tal de servir els seus veïns, la societat i el món".

### Símbol
El símbol de la Kwansei Gakuin, la lluna creixent, representa el propòsit de l'educació: el creixement dels estudiants fins a la plenitud en coneixement i saviesa.

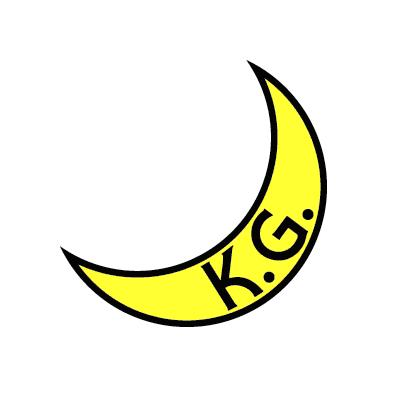
Símbol de la universitat

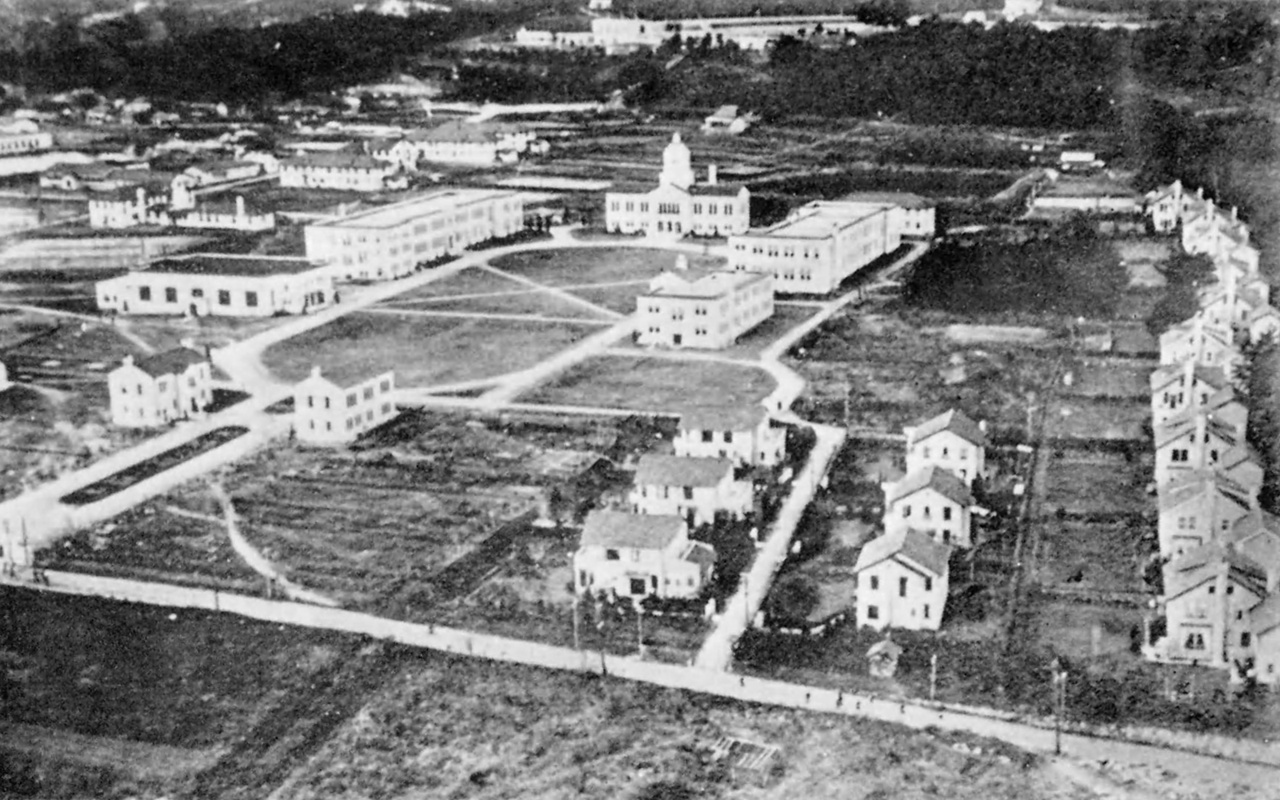
El campus de Nishinomiya Uegahara el 1929

### Relacions Internacionals
La Universitat Kwansei Gakuin té acords amb diverses organitzacions de les Nacions Unides. La universitat i els Voluntaris de les Nacions Unides (UNV) van arribar a un acord per establir la universitat com la primera institució d'educació superior a Àsia a formar una associació d'enviament de voluntaris amb el Servei de Tecnologia de la Informació de les Nacions Unides (UNITeS) el 2003. La Kwansei Gakuin i la representació de l'Alt Comissionat de les Nacions Unides per als Refugiats (ACNUR) al Japó van concloure un acord per establir un sistema especial de beques universitàries per als refugiats al Japó el maig de 2006. En virtut d'aquest acord, la Kwansei Gakuin va iniciar el Programa d'Educació Superior per a Refugiats de l'ACNUR-KGU l'abril de 2007, en el qual en van inscriure dos refugiats.

## Estudis i organització

### Facultats de grau
- Facultat de Teologia (fundada el 1952)
- Facultat d'Humanitats (1934)
- Facultat de Sociologia (1960)
- Facultat de Dret i Política (1948)
- Facultat d'Economia (1934)
- Facultat d'Administració d'Empreses (1951)
- Facultat d'Estudis Polítics (1995, campus de Kobe-Sanda)
- Facultat d'Estudis del Benestar Humà (2008)
- Facultat d'Educació (2009)
- Facultat d'Estudis Internacionals (2010)
- Facultat de Ciència
- Facultat de Biologia i Ciències Ambientals
- Facultat d'Enginyeria
- Facultat d'Arquitectura

### Departaments de postgrau

#### Escoles de postgrau
- Escola de Postgrau en Teologia (1952)
- Escola de Postgrau en Humanitats (1950)
- Escola de Postgrau en Sociologia (1961)
- Escola de Postgrau en Dret i Política (1950)
- Escola de Postgrau en Economia (1950)
- Escola de Postgrau en Administració d'Empreses (1953)
- Escola de Postgrau en Ciència i Tecnologia (1965, campus de Kobe-Sanda)
- Escola de postgrau en estudis polítics (2001, campus de Kobe-Sanda)
- Escola de Postgrau en Llengua, Comunicació i Cultura (2001)
- Escola de Postgrau en Estudis del Benestar Humà (2010)
- Escola de Postgrau en Educació (2009)
- Escola de Postgrau en Estudis Internacionals

#### Escoles professionals (KGPS)
- Facultat de Dret
- Institut d'Empresa i Comptabilitat

## Programes d'intercanvi
La Universitat Kwansei Gakuin té més de 280 institucions associades a l'estranger i accepta més de 1400 estudiants internacionals cada any. Pel que fa a les universitats catalanes hi figuren la Universitat Autònoma de Barcelona i la Universitat Pompeu Fabra.

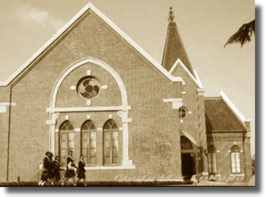
Capella commemorativa

## Ubicacions dels campus
Des de 1929, el campus insígnia de la universitat Uegahara es troba a Nishinomiya, Hyōgo. El campus d'Uegahara va ser dissenyat a l'"Estil Missió" per William Merrell Vories (1880-1964), un missioner, arquitecte, educador i empresari estatunidenc. El 2017, el campus va guanyar un premi d'èxit pel seu disseny de l'Institut d'Arquitectura del Japó. Aquest campus acull la majoria de les oficines administratives de la Kwansei Gakuin.

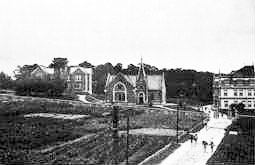
L'antic campus de Kobe Harada-no-Mori

El campus de Nishinomiya Seiwa (2009-present) és la seu de l'Escola d'Educació i la Universitat Postsecundària Seiwa. Es troba a 10 minuts a peu del campus de Nishinomiya Uegahara.
El campus de Kobe Sanda (1995-present) es troba a Sanda, Hyōgo i acull l'Escola d'Estudis Polítics i l'Escola de Ciència i Tecnologia. Té el mateix estil arquitectònic que el seu predecessor Nishinomiya-Uegahara, i es troba entre una hora i 70 minuts de Nishinomiya amb autobús llançadora.
El campus d'Osaka Umeda (2004-present) es troba a poca distància a peu del principal grup de transport públic de la ciutat d'Osaka. Organitza classes de postgrau per a persones treballadores i ofereix suport per a l'aprenentatge permanent i la inserció laboral dels estudiants.
El campus de Tokyo Marunouchi (2007-present) es troba al 10è pis de la Torre Sapia, al costat de l'estació de Tòquio. A més de servir com a centre d'informació i oferir conferències, el campus ofereix suport per a la inserció laboral dels antics alumnes de l'àrea metropolitana de Tòquio.

## Esports
La Kwansei Gakuin té un dels programes atlètics universitaris més diversos del Japó, amb 34 equips universitaris que competeixen en lligues universitàries regionals. Tot i que la universitat, a diferència d'altres universitats privades del país, no ofereix beques específiques per a estudiants-esportistes, és competitiva amb el nivell més alt dels equips universitaris japonesos en els esports de futbol americà, bàsquet, lacrosse i futbol.
Els Fighters, l'equip de futbol americà de la Kwansei Gakuin, és un dels més condecorats del Japó en l'àmbit universitari, amb un rècord de 34 campionats nacionals.